# Theater der Altmark

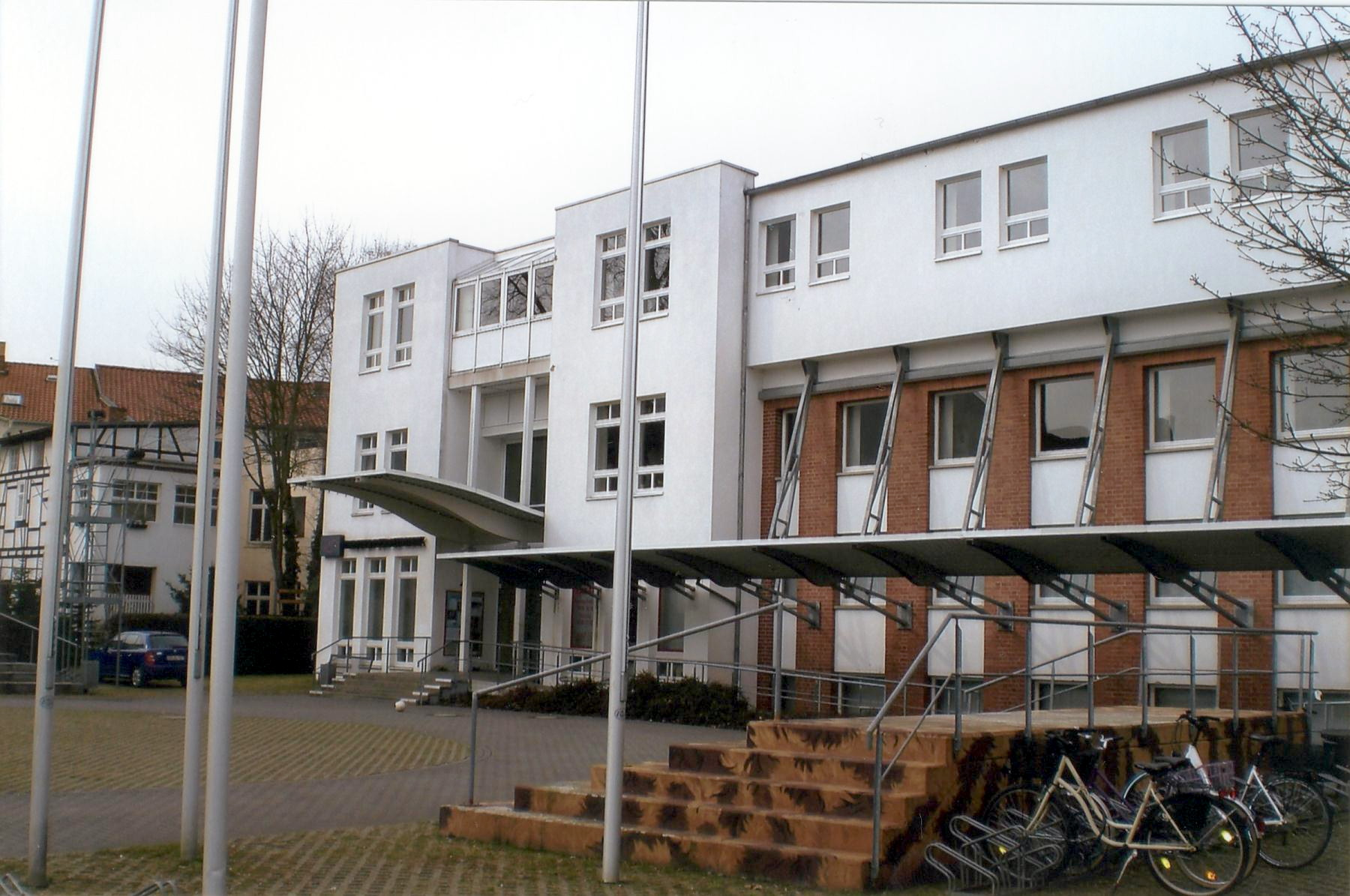
Theater der Altmark

Das Theater der Altmark, kurz TdA, offiziell auch Landestheater Sachsen-Anhalt Nord, ist ein Theater in der Altmark mit Sitz in Stendal. Es ist eine Landesbühne mit eigenem Schauspielensemble und Produktionen in den Bereichen Schauspiel, Kinder- und Jugendtheater, Puppenspiel und Musiktheater. Es beschäftigt rund 70 Mitarbeiter und zeigt pro Spielzeit etwa 20 Inszenierungen in über 500 Vorstellungen. Mehr als 65.000 Zuschauer werden jährlich erreicht.
Das Theater der Altmark (TdA) hat einen bürgernahen Spielplan. Unter der Leitung von Intendantin Dorotty Szalma behandelt der Spielplan 2023/2024 unter dem Motto „Perspektivwechsel“ aktuelle Themen von gesellschaftlicher Relevanz.
50 Prozent seiner Aufführungen werden an externen Orten gegeben: Das Spielgebiet des Theaters umfasst die Länder Sachsen-Anhalt, Brandenburg und Thüringen und reicht bis nach Niedersachsen, Mecklenburg-Vorpommern und Sachsen. Das Theater bespielt jedes Jahr in den Sommermonaten eine Freilichtbühne in Arendsee. Im Konzertwesen kooperiert das Theater mit der Mitteldeutschen Kammerphilharmonie, im Musiktheater mit dem Nordharzer Städtebundtheater.

## Junges TdA und Bürgerbühne
Ein besonderer Schwerpunkt bildet das Engagement des TdA in der Kinder- und Jugendarbeit unter der Leitung von Cordula Jung: Im Rahmen der Theaterpädagogik werden Spielclubs für alle Altersstufen und mit verschiedenen Schwerpunkten angeboten.Junges TdA. Abgerufen am 6. September 2018. Neben der Förderung von kommunikativen Fähigkeiten werden Theater- und Musicalprojekte entwickelt und mehrfach aufgeführt. Der Theaterchor steht darüber hinaus jedem Interessierten offen und bringt sich in musikalische Produktionen des Hauses ein. Projekttage für Schulklassen, Schulbesuche und Workshops in allen Klassenstufen sowie Vor- und Nachbesprechungen zu aktuellen Inszenierungen runden das theaterpädagogische Angebot ab. Das TdA führt „Klassenzimmerstücke“ auf, die es sowohl im Landkreis Stendal als auch im Altmarkkreis Salzwedel auf jeweils weit über 150 Vorstellungen je Spielzeit bringen.

## Spielstätten
Das Theater ist in der Hansestadt Stendal ansässig. Das Schauspielensemble zeigt die Inszenierungen einerseits im Haus in der Stendaler Karlstraße 6, andererseits in den Häusern der Gastspielpartner oder als mobile Produktion in Schulen, Bürgerhäusern und Kindergärten. Außerdem dienen im Sommer neben den etablierten Spielstätten Stendaler Gerberhof und Klosterruine Arendsee auch ungewöhnliche Orte als Spielstätte, etwa die ehemalige JVA Stendal oder verwaiste Industriegelände einstiger volkseigener Betriebe.
Das „Große Haus“ in Stendal verfügt über 556 Plätze. Die Bühne ist zehn Meter breit und neun Meter tief; das Portal hat eine Breite von sieben bis neun Meter bei einer Höhe von bis zu 5,5 Meter. Der Orchestergraben bzw. die Vorbühne misst 5,40 Meter mal 10 Meter.
Das „Kleine Haus“ hat 99 Plätze und eine variable Bühne. In der „Guckkastenvariante“ ist die Bühne acht Meter breit und ebenso tief, die Bauhöhe beträgt 4,6 Meter. Die Gesamtfläche von Bühnen- und Zuschauerbereich beträgt 190 Quadratmeter.
Das „Rangfoyer“ hat 81 Plätze und ebenfalls eine variable Bühne, die in der „Guckkastenvariante“ 6,5 Meter breit und sechs Meter tief ist und eine Bauhöhe von 2,5 Metern aufweist. Die Gesamtfläche liegt bei 110 Quadratmetern.
Außerdem verfügt das TdA über das „Theaterpädagogische Zentrum“ (TPZ). In „Theatercafé“ und „Kaisersaal“ finden Lesungen, Diskussionen und Liederabende statt. Außerdem wird der Theaterhof für Inszenierungen genutzt.

## Geschichte
Bereits seit Mitte des 19. Jahrhunderts sind regelmäßige Gastspiele von Privat- und Wanderbühnen in Stendal nachgewiesen. Gegen Ende des 19. Jahrhunderts etablierte sich der Theatersaal der „Hartjeschen Lokale“ als ständiger Spielort.
Das erste eigene Ensemble entstand, als die Theaterdirektion Anton und Paul Ertl aus Fürstenwalde im Frühsommer 1925 nach Stendal übersiedelte, um ein Stadttheater mit fest umrissenem Spielplan und eigenem Ensemble einzurichten. Bis zur Spielzeit 1928 beinhaltete dieser neben klassischen und modernen Schauspielen auch Schwänke und Operetten. Am 12. Januar 1929 fand hier die Uraufführung von Karl Kraus’ deutscher Bearbeitung der Operette Madame l'Archiduc von Jacques Offenbach statt. Mit der Spielzeit 1928/29 wurde mit dem Theaterdirektor Anton Kohl nicht nur der neue Name „Altmärkisches Landestheater“ eingeführt, sondern das Theater wurde mit öffentlichen und privaten Geldern umgebaut und saniert, um am 19. Oktober 1929 neu eröffnet zu werden.
Wenige Wochen nach Ende des Zweiten Weltkrieges, am 15. Juli 1945, wurde das Theater der Stadt Stendal neu eröffnet. Auf Beschluss der Sowjetischen Militäradministration wurde das Theater am 1. März 1946 als Drei-Sparten-Haus mit den Kunstgattungen Oper, Operette und Schauspiel gegründet. 1949 wurde der bis heute geltende Name „Theater der Altmark“ beschlossen. Durch die Baufälligkeit des Stadttheaters wurde der Spielbetrieb zunehmend erschwert, zur Sanierung des Fachwerkgebäudes fehlten die finanziellen Mittel. Schließlich wurde 1956 die Spielstätte baupolizeilich gesperrt, als Ersatz diente für wenige Monate der Ballsaal des Hotels „Schwarzer Adler“. Wenig später wurde die „Schauburg“, ein ehemaliges Kino im Schadewachten, als neue Spielstätte eröffnet. Bereits wenig später wurde diese durch ein Großfeuer zerstört, als neue Spielstätte diente nun ein Gebäude mit dem Namen „Haus Vaterland“ bzw. „Volkshaus“ in der Hallstraße, das bis 1945 ein Vergnügungs-Etablissement gewesen war. 1968 entstand das Theatercafé „Kaisersaal“ als zusätzliche Spielstätte, eine neue Spielplanlinie wurde etabliert: „Theater im Café“.
Ab 1971 erfuhr das „Haus Vaterland“ eine umfassende Rekonstruktion und Erweiterung, mit Zuschauereingang zur Karlstraße und dem Neubau von Foyer-, Garderoben- und Verwaltungstrakt. In diesem Zuge entstanden zusätzlich neue Werkstattgebäude für Tischlerei, Schlosserei, Polstersaal und Malersaal. Am 19. Dezember 1975 wurde das umgebaute Haus in der Karlstraße schließlich mit den neuen Spielstätten Rangfoyer und Theatercafé wiedereröffnet.
1986 wurde das Theater für rund eine Million Mark – finanziert vom „Institut für Kulturbauten der DDR“ – erneut renoviert.
Nach den Wirrungen um die fortwährende Finanzierung des Theaters in der Wendezeit fand von 1992 bis 1995 unter der Leitung des Architekten Werner Rhunau abermals ein Umbau und die Generalsanierung des Theaters der Altmark statt. Im Zuge dessen wurden sogenannte „Geschichtsfenster“ eingebaut, die Teile des ursprünglichen Baus zeigen. Als Interimsspielstätte mit zwei Bühnen diente das ehemalige „Haus der sowjetischen Offiziere“ in der Moltkestraße. Zugunsten des Ausbaus von Kinder- und Jugendtheater und des Theaters für Senioren wurden 1994/95 die Sparten des Musik- und Tanztheaters geschlossen.
2009 bis 2012 war Dirk Löschner Intendant am TdA, anschließend, von 2012 bis 2018 Alexander Netschajew. Unter Netschajews Leitung entstanden 2013/14 die Sparten „Junges TdA“ und „Bürgerbühne am TdA“. 2015 erhielt das Theater der Altmark für die engagierte Arbeit den Theaterpreis des Bundes von Monika Grütters, Staatsministerin für Kultur und Medien. Seit August 2018 ist Wolf E. Rahlfs als neuer Intendant eingesetzt.
Zu den bekannten Schauspielern am Theater gehörten Heinz Rühmann, Horst Tappert, Rolf Herricht, Helga Göring, Clemens Wilmenrod und Ezard Haußmann.

## Zusammenarbeit und Vernetzung
Die Mitteldeutsche Kammerphilharmonie gibt in Stendal Sinfoniekonzerte. Zuvor gab es eine Kooperation mit den Brandenburger Symphonikern. Zu den Koproduktionen der beiden Häuser im Bereich Musiktheater gehörten unter anderem Kiss Me, Kate (2011), Frau Luna (2012), Die Drei von der Tankstelle (2013), Maske in Blau (2014), Die Dreigroschenoper (2015) und Cabaret (2018). Außerdem besteht eine traditionelle Zusammenarbeit mit dem Nordharzer Städtebundtheater für weitere Aufführungen des Musiktheaters.
Das Theater der Altmark arbeitet darüber hinaus mit örtlichen Kultureinrichtungen, wie der Winckelmann-Gesellschaft, dem soziokulturellen Zentrum Kunstplatte e. V., den Musik- und Kunstschulen Adam-Ileborgh-Haus und der Musikerfabrik Frank Wedel, aber auch mit der Hochschule Magdeburg-Stendal zusammen. 1981 erhielt das Theater von der Winckelmann-Gesellschaft für das Engagement die Winckelmann-Medaille zugesprochen.

## Förderverein
Der Theaterförderverein unterstützt das Theater der Altmark. Finanziell fördert der Verein vor allem die Jugendarbeit. Auch hilft er bei der Anschaffung dringend benötigter Dinge, die das Haus aus seinem Etat nicht finanzieren kann. Außerdem vergibt er jährlich den „Theaterpreis der Freunde und Förderer des Theaters der Altmark“ in den Kategorien Regie und Schauspiel sowie jeweils einen Sonderpreis.